# Tulasnella vitrea
Tulasnella vitrea é uma espécie de fungo pertencente à família Tulasnellaceae.